# Brzeżanka
Brzeżanka – wieś w Polsce położona w województwie podkarpackim, w powiecie strzyżowskim, w gminie Strzyżów.
| SIMC    | Nazwa         | Rodzaj    |
| ------- | ------------- | --------- |
| 0662474 | Drugie Budy   | część wsi |
| 0662480 | Granice       | część wsi |
| 0662497 | Niebylec      | część wsi |
| 0662505 | Paryja        | część wsi |
| 0662511 | Pierwsza Buda | część wsi |
| 0662528 | Podlas        | część wsi |
| 0662534 | Za Karczmą    | część wsi |

W latach 1975–1998 miejscowość administracyjnie należała do województwa rzeszowskiego.